# Alwin Arndt

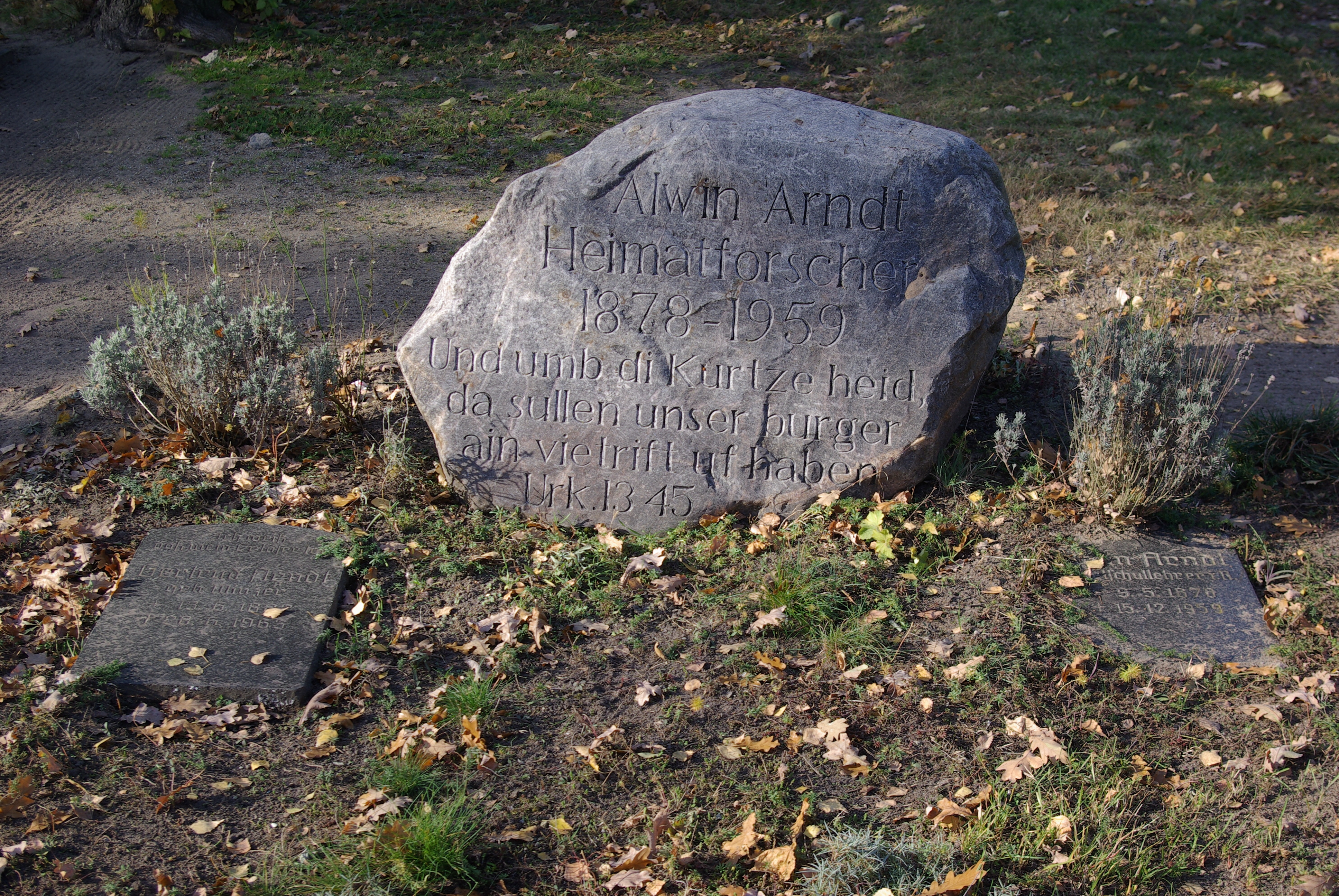
Am 9. Mai 1995 auf dem Friedhof in Kasel-Golzig errichteter Gedenkstein für Arndt.

Alwin Arndt (* 9. Mai 1878 in Reichwalde; † 15. Dezember 1959 ebenda) war ein deutscher Pädagoge, Biologe und Historiker. Abseits seines Hauptberufes als Lehrer tat er sich insbesondere als Regionalgeschichtsforscher, Landeskundler und Botaniker hervor.

## Leben

### Herkunft, Ausbildung und Berufsleben
Er kam in der Niederlausitz als Sohn eines Reichwalder Dorfschullehrers zur Welt, bei dem er auch seine Schulausbildung absolvierte. Anschließend durchlief er das Lehrerseminar in Altdöbern. Kurz nach 1900 legte er in Berlin seine Mittelschul-Lehrerprüfung ab und unterrichtete danach in der damals noch eigenständigen Stadt Schöneberg. Später studierte er parallel zu seinem Beruf an der Berliner Friedrich-Wilhelms-Universität und lernte Latein, Griechisch, Englisch und Französisch, um Originalliteratur lesen zu können. Aufgrund eines Kehlkopfleidens wurde Arndt bereits Anfang der 1930er Jahre frühpensioniert. Nach dem Zweiten Weltkrieg erlernte er noch Russisch und war in der Lehrerausbildung tätig.
Alwin Arndt starb Ende 1959 im Alter von 81 Jahren und wurde auf dem Friedhof in Kasel-Golzig bestattet.

### Heimatkundliches Wirken
Bereits seit seiner Jugend naturkundlich interessiert, besuchte er während seiner Berliner Zeit regelmäßig den Botanischen Garten in Groß-Lichterfelde. Darüber hinaus vertiefte er seine botanischen Kenntnisse auf zahlreichen Reisen – beispielsweise in die Hohe Tatra, nach Lappland und nach Südfrankreich. Nach seiner Pensionierung hatte Arndt Zeit, seine botanischen und historischen Studien zu intensivieren. Er sah Landschafts- und Landesforschung dabei stets als Einheit an und sein wissenschaftliches Hauptinteresse lag auf der Siedlungs-, Agrar-, Vegetations- und Wirtschaftsgeschichte der Niederlausitz. Zwischen 1910 und 1960 publizierte er mehr als 260 Schriften. Im August 1944 wurde seine Berliner Wohnung mitsamt der dortigen Privatbibliothek während eines Luftangriffes zerstört. Arndt zog daraufhin zurück aufs Land in seinen Heimatort. Dort legte er einen Garten mit seltenen Pflanzen an und verbrachte viel Zeit auf Fuß- und Radwanderungen. Zwischen 1954 und 1958 war er in der letztlich von der SED verbotenen „Arbeitsgemeinschaft für geschichtliche Landeskunde“ unter der Leitung von Rudolf Lehmann aktiv.

## Ehrungen
- 1978: Der 1966 gegründete „Biologische Arbeitskreis Luckau“ benannte sich nach Alwin Arndt.
- 1995: Selbiger Arbeitskreis errichtete einen Gedenkstein für Arndt auf dem Friedhof in Kasel-Golzig.

## Publikationen (Auswahl)
- Zur Geschichte der Burg Reichwalde im Kreise Luckau. In: Brandenburgia. Band 21, 1912, Seiten 4–10.
- Zur Vegetationsgeschichte der Niederlausitz. In: Niederlausitzer Mitteilungen. Band 17, 1925, Seiten 41–51.
- Die Teerschwelerei in der Niederlausitz. In: Niederlausitzer Mitteilungen. Band 19, 1929, Seiten 78–89.
- Die Wiesen und Dauerweiden des unteren Berstetales in der westlichen Niederlausitz. In: Verhandlungen des Botanischen Vereins für die Provinz Brandenburg. Band 79, 1939, Seiten 1–25.
- Veränderung des Pflanzenbestandes einer Dauerweide durch Düngung und Mähnutzung. In: Mitteilungen der floristisch-soziologischen Arbeitsgemeinschaft, neue Folge. Band 3, 1952, Seiten 123–127.
- Wandlungen der Grünlandflora. In: Urania. Band 15, Heft 9, 1952, Seiten 335–339.
- Von einigen Gräsern der Spreewaldwiesen. Heimatkalender des Kreises Lübben 1954. Seiten 25–26.
- Kohldistelwiesen der Randgebiete des Oberspreewaldes. In: Mitteilungen der floristisch-soziologischen Arbeitsgemeinschaft. Band 5, 1955, Seiten 99–103.
- Wandlungen der Ackerunkrautflora in der westlichen Niederlausitz. In: Wissenschaftliche Zeitschrift der Pädagogischen Hochschule Potsdam, Mathematisch-naturwissenschaftliche Reihe. Jahrgang 1, Heft 2, 1955, Seiten 149–151 (= Beiträge zur Flora und Vegetation Brandenburgs, № 1).
- Die Mädesüßflur in der Niederlausitz. In: Wissenschaftliche Zeitschrift der Pädagogischen Hochschule Potsdam, Mathematisch-naturwissenschaftliche Reihe. Jahrgang 1, Heft 2, 1955, Seiten 151–152 (= Beiträge zur Flora und Vegetation Brandenburgs, № 2).
- Reichwalde/Kreis Luckau. Ein Beitrag zur Vegetations-, Siedlungs- und Wirtschaftsgeschichte der Niederlausitz. In: Jahrbuch für brandenburgische Landesgeschichte. Band 11, 1960, Seiten 118–133.